# Tour de Langkawi 2015
La 20.ª edición del Tour de Langkawi se disputó desde el 8 hasta el 15 de marzo de 2015. En esta edición se presentó como novedad más importante el cambio en su recorrido de tan solo 8 etapas totalizando 1193 km, iniciando su recorrido en el archipiélago de Langkawi y finalizando en la ciudad capital de Kuala Lumpur. La carrera integró el calendario del UCI Asia Tour 2015 dentro de la categoría 2.HC (máxima categoría de estos circuitos).
El ganador fue el argelino Youcef Reguigui, quien además ganó la 7.ª etapa, única con final en alto. Le acompañaron en el podio Valerio Agnoli y Sebastián Henao.
Casi todas las etapas se definieron en pelotón, donde se destacó el italiano Andrea Guardini venciendo en cuatro de ellas.
Las clasificaciones secundarias fueron para Caleb Ewan (sprints), Kiel Reijnen (montaña) y Pegasus (equipos).

## Equipos participantes
- Para la nómina de participantes véase: Participantes del Tour de Langkawi 2015

Participaron 22 equipos: 4 de categoría UCI ProTeam, 7 de categoría Profesional Continental, 10 de categoría Continental y 1 selección nacional. Formando así un pelotón de 131 ciclistas.
| \| Equipos \| Cód. UCI \| Categoría \| \| --------------------------------- \| -------- \| ----------------------- \| \| Astana Pro Team \| AST \| UCI ProTeam \| \| Orica GreenEDGE \| OGE \| UCI ProTeam \| \| Team Sky \| SKY \| UCI ProTeam \| \| Tinkoff-Saxo \| TCS \| UCI ProTeam \| \| Androni Giocattoli-Venezuela \| AND \| Profesional Continental \| \| Bardiani CSF \| BAR \| Profesional Continental \| \| Bretagne-Séché Environnement \| BSE \| Profesional Continental \| \| Colombia \| COL \| Profesional Continental \| \| MTN-Qhubeka \| MTN \| Profesional Continental \| \| UnitedHealthcare Pro Cycling Team \| UHC \| Profesional Continental \| \| Southeast \| STH \| Profesional Continental \| \| Aisan Racing Team \| AIS \| Continental \| \| Giant-Champion System \| MMS \| Continental \| \| Hengxiang Cycling Team \| HEN \| Continental \| \| KSPO \| KSP \| Continental \| \| National Sport Council of Malasia \| NSC \| Continental \| \| Pegasus Continental Cycling Team \| PCT \| Continental \| \| Sky Dive Dubai Pro Cycling Team \| SKD \| Continental \| \| Synergy Baku Cycling Project \| BCP \| Continental \| \| Terengganu Cycling Team \| TSG \| Continental \| \| Torku Sekerspor \| TRK \| Continental \| \| Selección de Malasia \| \| Selección Nacional \| |          |                         |
| Equipos | Cód. UCI | Categoría               |
| Astana Pro Team | AST      | UCI ProTeam             |
| Orica GreenEDGE | OGE      | UCI ProTeam             |
| Team Sky | SKY      | UCI ProTeam             |
| Tinkoff-Saxo | TCS      | UCI ProTeam             |
| Androni Giocattoli-Venezuela | AND      | Profesional Continental |
| Bardiani CSF | BAR      | Profesional Continental |
| Bretagne-Séché Environnement | BSE      | Profesional Continental |
| Colombia | COL      | Profesional Continental |
| MTN-Qhubeka | MTN      | Profesional Continental |
| UnitedHealthcare Pro Cycling Team | UHC      | Profesional Continental |
| Southeast | STH      | Profesional Continental |
| Aisan Racing Team | AIS      | Continental             |
| Giant-Champion System | MMS      | Continental             |
| Hengxiang Cycling Team | HEN      | Continental             |
| KSPO | KSP      | Continental             |
| National Sport Council of Malasia | NSC      | Continental             |
| Pegasus Continental Cycling Team | PCT      | Continental             |
| Sky Dive Dubai Pro Cycling Team | SKD      | Continental             |
| Synergy Baku Cycling Project | BCP      | Continental             |
| Terengganu Cycling Team | TSG      | Continental             |
| Torku Sekerspor | TRK      | Continental             |
| Selección de Malasia |          | Selección Nacional      |

## Etapas
| Etapa | Fecha       | Recorrido                          | km    | Ganador         | Líder           |
| ----- | ----------- | ---------------------------------- | ----- | --------------- | --------------- |
| 1.ª   | 8 de marzo  | Langkawi                           | 99.2  | Andrea Guardini | Andrea Guardini |
| 2.ª   | 9 de marzo  | Alor Setar -Sungai Petani          | 185   | Andrea Guardini | Andrea Guardini |
| 3.ª   | 10 de marzo | Gerik-Tanah Merah                  | 170   | Caleb Ewan      | Caleb Ewan      |
| 4.ª   | 11 de marzo | Kota Bharu-Kuala Berang            | 165,4 | Andrea Guardini | Caleb Ewan      |
| 5.ª   | 12 de marzo | Kuala Terengganu-Kuantan           | 200   | Seo Joon-Yong   | Caleb Ewan      |
| 6.ª   | 13 de marzo | Maran-Karak                        | 96,6  | Caleb Ewan      | Caleb Ewan      |
| 7.ª   | 14 de marzo | Shah Alam-Bukit Fraser             | 180,8 | Youcef Reguigui | Youcef Reguigui |
| 8.ª   | 15 de marzo | Kuala Kubu Bharu-Kuala Lumpur Loop | 96,1  | Andrea Guardini | Youcef Reguigui |

## Clasificaciones finales
- Las clasificaciones finalizaron de la siguiente forma:

### Clasificación general
| Posición | Ciclista                   | Equipo                       | Tiempo          |
| -------- | -------------------------- | ---------------------------- | --------------- |
|          | Youcef Reguigui            | MTN Qhubeka                  | 28 h 12 min 4 s |
| 2.º      | Valerio Agnoli             | Astana                       | a 9 s           |
| 3.º      | Sebastián Henao            | Sky                          | a 10 s          |
| 4.º      | Pierre-Luc Périchon        | Bretagne-Séché Environnement | m.t.            |
| 5.º      | Francisco Mancebo          | Sky Dive Dubai               | m.t.            |
| 6.º      | Jesper Hansen              | Tinkoff-Saxo                 | a 14 s          |
| 7.º      | Luca Chirico               | Bardiani CSF                 | a 16 s          |
| 8.º      | Rodolfo Torres             | Colombia                     | m.t.            |
| 9.º      | Jacques Janse van Rensburg | MTN Qhubeka                  | m.t.            |
| 10.º     | Ian Boswell                | Sky                          | a 22 s          |

| 11º | Pieter Weening     | Orica GreenEDGE              | a 28 s       |
| 12º | Leonardo Duque     | Colombia                     | a 50 s       |
| 13º | Edward Beltrán     | Tinkoff-Saxo                 | a 1 min      |
| 14º | Natnael Berhane    | MTN Qhubeka                  | a 1 min 1 s  |
| 15º | Frédéric Brun      | Bretagne-Séché Environnement | a 1 min 44 s |
| 16º | Tomohiro Hayakawa  | Aisan Racing                 | a 1 min 47 s |
| 17º | Lucas Euser        | UnitedHealthcare             | a 1 min 55 s |
| 18º | Frantisek Padour   | Androni Giocattoli           | a 2 min      |
| 19º | Tomasz Marczynski  | Torku Sekerspor              | a 2 min 18 s |
| 20º | Kevin Seeldraeyers | Torku Sekerspor              | m.t.         |

### Clasificación de los puntos
| Posición | Ciclista          | Equipo                       | Puntos |
| -------- | ----------------- | ---------------------------- | ------ |
|          | Caleb Ewan        | Orica GreenEDGE              | 89     |
| 2.º      | Andrea Guardini   | Astana                       | 71     |
| 3.º      | Youcef Reguigui   | MTN Qhubeka                  | 69     |
| 4.º      | Francesco Chicchi | Androni Giocattoli           | 43     |
| 5.º      | Romain Feillu     | Bretagne-Séché Environnement | 41     |

### Clasificación de la montaña
| Posición | Ciclista          | Equipo                 | Puntos |
| -------- | ----------------- | ---------------------- | ------ |
|          | Kiel Reijnen      | UnitedHealthcare       | 39     |
| 2.º      | Francisco Mancebo | Sky Dive Dubai         | 20     |
| 3.º      | Natnael Berhane   | MTN Qhubeka            | 18     |
| 4.º      | Youcef Reguigui   | MTN Qhubeka            | 15     |
| 5.º      | Azman Zulkifli    | National Sport Council | 14     |

### Clasificación por equipos
| Posición | Equipo         | Tiempo          |
| -------- | -------------- | --------------- |
|          | Pegasus        | 84 h 22 min 1 s |
| 2.º      | Colombia       | a 5 min 8 s     |
| 3.º      | Sky Dive Dubai | a 8 min 2 s     |
| 4.º      | MTN Qhubeka    | a 15 min 53 s   |
| 5.º      | Sky            | a 18 min 20 s   |

## Evolución de las clasificaciones
| Etapa (Vencedor)           | Clasificación general | Clasificación de los puntos | Clasificación de la montaña | Clasificación por equipos |
| -------------------------- | --------------------- | --------------------------- | --------------------------- | ------------------------- |
| 1ª etapa (Andrea Guardini) | Andrea Guardini       | Andrea Guardini             | Kiel Reijnen                | Astana Pro Team           |
| 2ª etapa (Andrea Guardini) | Andrea Guardini       | Andrea Guardini             | Kiel Reijnen                | Astana Pro Team           |
| 3ª etapa (Caleb Ewan)      | Caleb Ewan            | Caleb Ewan                  | Kiel Reijnen                | MTN-Qhubeka               |
| 4ª etapa (Andrea Guardini) | Caleb Ewan            | Caleb Ewan                  | Kiel Reijnen                | MTN-Qhubeka               |
| 5ª etapa (Seo Joon-Yong)   | Caleb Ewan            | Caleb Ewan                  | Kiel Reijnen                | Pegasus Continental       |
| 6ª etapa (Caleb Ewan)      | Caleb Ewan            | Caleb Ewan                  | Kiel Reijnen                | Pegasus Continental       |
| 7ª etapa (Youcef Reguigui) | Youcef Reguigui       | Caleb Ewan                  | Kiel Reijnen                | Pegasus Continental       |
| 8ª etapa (Andrea Guardini) | Youcef Reguigui       | Caleb Ewan                  | Kiel Reijnen                | Pegasus Continental       |
| Final                      | Youcef Reguigui       | Caleb Ewan                  | Kiel Reijnen                | Pegasus Continental       |

## UCI Asia Tour
El Tour de Langkawi otorga puntos para el UCI Asia Tour 2015, solamente para corredores de equipos Profesional Continental y Equipos Continentales. Las siguientes tablas corresponden al baremo de puntuación y a los puntos obtenidos por cada corredor:
| Posición              | 1º  | 2º | 3º | 4º | 5º | 6º | 7º | 8º | 9º | 10º | 11º | 12º | 13º | 14º | 15º |
| Clasificación General | 100 | 70 | 40 | 30 | 25 | 20 | 15 | 10 | 9  | 8   | 7   | 6   | 5   | 4   | 3   |
| Por etapa             | 20  | 14 | 8  | 7  | 6  | 5  | 4  | 2  |    |     |     |     |     |     |     |
| Líder, por etapa      | 10  |    |    |    |    |    |    |    |    |     |     |     |     |     |     |

| Ciclista                   | Equipo                       | General | Etapa | Líder | Total |
| -------------------------- | ---------------------------- | ------- | ----- | ----- | ----- |
| Youcef Reguigui            | MTN-Qhubeka                  | 100     | 47    | 10    | 157   |
| Jakub Mareczko             | Southeast                    | -       | 36    | -     | 36    |
| Francisco Mancebo          | Sky Dive Dubai               | 25      | 6     | -     | 31    |
| Pierre-Luc Périchon        | Bretagne-Séché Environnement | 30      | -     | -     | 30    |
| Luca Chirico               | Bardiani CSF                 | 15      | 12    | -     | 27    |
| Joon Yong Seo              | KSPO                         | -       | 20    | -     | 20    |
| Leonardo Duque             | Colombia                     | 6       | 8     | -     | 14    |
| Jamalidin Novardianto      | Pegasus                      | -       | 14    | -     | 14    |
| Romain Feillu              | Bretagne-Séché Environnement | -       | 13    | -     | 13    |
| Jacques Janse van Rensburg | MTN-Qhubeka                  | 9       | 4     | 10    | 13    |
| Anuar Manan                | Terengganu                   | -       | 12    | -     | 12    |
| Harrif Salleh              | Terengganu                   | -       | 12    | -     | 12    |
| Rodolfo Torres             | Colombia                     | 10      | 2     | -     | 12    |
| Ahmet Örken                | Torku Şekerspor              | -       | 11    | -     | 11    |
| Alessandro Petacchi        | Southeast                    | -       | 11    | -     | 11    |
| Juan Sebastián Molano      | Colombia                     | -       | 11    | -     | 11    |
| Muhamad Othman             | Terengganu                   | -       | 8     | -     | 8     |
| Ken Hanson                 | UnitedHealthcare             | -       | 8     | -     | 8     |
| Rafaâ Chtioui              | Sky Dive Dubai               | -       | 8     | -     | 8     |
| Yasuharu Nakajima          | Aisan Racing                 | -       | 7     | -     | 7     |
| Andrea Dal Col             | Southeast                    | -       | 7     | -     | 7     |
| Francesco Chicchi          | Androni Giocattoli           | -       | 7     | -     | 7     |
| Patria Rastra              | Pegasus                      | -       | 6     | -     | 6     |
| Meher Hasnaoui             | Sky Dive Dubai               | -       | 5     | -     | 5     |
| Shimpei Fukuda             | Aisan Racing                 | -       | 5     | -     | 5     |
| Oleksandr Surutkovych      | Synergy Baku                 | -       | 5     | -     | 5     |
| Natnael Berhane            | MTN-Qhubeka                  | 4       | -     | 10    | 4     |
| Frédéric Brun              | Bretagne-Séché Environnement | 3       | -     | -     | 3     |
| Marco Frapporti            | Androni Giocattoli           | -       | 2     | -     | 2     |
| Sea Keong Loh              | Selección de Malasia         | -       | 2     | -     | 2     |